# JEN玖珠ウインドファーム
JEN玖珠ウインドファーム（ジェイイーエヌくすウインドファーム）は、大分県玖珠郡玖珠町大字戸畑にある風力発電所である。JENホールディングス株式会社の事業子会社であるJEN玖珠ウインドファーム株式会社が所有する。

## 概要
標高675mの鏡山の山頂付近に三菱重工業製の定格出力1,000kWの風力タービンMWT-1000Aを11基設け、認可出力は11,000kW。発電した電力は、全量を九州電力に売電している。
クリーンエナジーファクトリー株式会社（CEF）の事業子会社であるCEF玖珠ウインドファーム株式会社によって建設され、2005年5月1日に運転を開始した。その後、2011年1月に、JENホールディングス株式会社が、CEF玖珠ウインドファーム株式会社の株式を取得して、同社をJEN玖珠ウインドファーム株式会社に改称した。JENホールディングス株式会社は、同年3月31日に伊藤忠商事傘下の伊藤忠エネクスグループに加わっている。なお、本発電所の運転管理は引き続きクリーンエナジーファクトリー株式会社が行っている。

## JEN玖珠太陽光発電所
2012年10月1日には、JEN玖珠ウインドファーム株式会社によって、玖珠ウインドファーム近隣の14,000平方メートルの敷地に3,952枚のパネルからなる1MWのメガソーラーが稼働している。これは、伊藤忠エネクスグループとして初めてのメガソーラーである。本施設についても、発電した電力は、全量が九州電力に売電される。